# Фирузабади, Сейед Хасан
Сейед Хасан Фирузабади (перс. سيد حسن فيروزآبادي‎; 3 февраля 1951, Мешхед — 3 сентября 2021, Тегеран) — иранский военачальник. Начальник Генштаба Вооружённых сил Ирана (1989—2016), генерал-майор. Был членом Совета целесообразности и старшим военным советником Высшего руководителя Ирана.

## Биография
До своего назначения на пост начальника Генерального штаба был хирургом-ветеринаром, председателем Иранского общества Красного Полумесяца.

### Военная карьера
У Фирузабади не было военного опыта до назначения начальником Генштаба, ни в Корпусе стражей исламской революции (КСИР), ни в армии Исламской Республики Иран (Артеш), и он носит титул Басиджи, однако очень тесные отношения с Высшим руководителем Ирана позволили ему занять одну из ведущих ролей в высшей иерархии вооружённых сил.
17 апреля 1995 года после конфликта между Армией и Корпусом стражей с одной стороны и политической властью — с другой, аятолла Али Хаменеи возвёл Хасана Фирузабади в ранг генерал-майора и учредил пост начальника Генерального штаба всех Вооружённых сил ИРИ, поставив его выше бригадного генерала Мохсена Резайи (командующего КСИР) и бригадного генерала Али Шахбази (командующего Регулярной армией).
Согласно отчёту, опубликованному «The Washington Institute for Near East Policy», Фирузабади приписывают «превращение КСИР из разоренной войной организации в гибридные и асимметричные вооруженные силы, затмевающие все ещё отстающий Артеш. Он также курировал растущую военную промышленность, которая производила широкий спектр продукции в условиях международных санкций, от боеприпасов до космических ракет».

### Критика
После смерти 8 февраля 2018 года видного иранского учёного 63-летнего Кавуса Сейеда Эмами, руководителя фонда охраны природы «Persian Wildlife Heritage Foundation», генерал Фирузабади заявил, что для слежки за иранскими ядерными объектами государства Запада использовали различные хитроумные способы, в том числе ящериц-шпионов, «притягивающих радиацию». Некоторые учёные сочли его замечания абсурдными.
Согласно сообщению СМИ Фирузабади скончался 3 сентября 2021 года в возрасте 70 лет COVID-19 в ходе эпидемии в Иране. Похороны прошли в Тегеране 4 сентября, в присутствии высших военных командиров.

## Заявления

### О поставках С-300
«Мы (Иран) недовольны (поведением) русских друзей, — сказал Фирузабади. — Несмотря на достигнутые между двумя государствами договоренности по поставкам в оборонительных целях противоракетных комплексов С-300 в Иран, разрешение на реализацию контракта до сих пор не было получено, и задержка его исполнения составила более полугода». По мнению генерала, российские стратеги не уделяют должного внимания вопросу геополитического положения Ирана и безопасности России.